# Капалица
Капалица или левак за додавање је врста лабораторијског прибора. Користи се за постепено додавање течних или чврстих супстанци у реакциону смешу у току одређеног временског периода.
Капалице за додавање течних супстанци на свом крају имају стаклену или тефлонску славину, којом се подешава брзина укапавања. Приликом рада са обичном капалицом, њен горњи крај мора бити отворен, како би се изједначавањем притисака изнад и испод славине омогућило истицање течности.
Међутим, уколико се у реакциону смесу укапава течност која је осетљива на атмосферску влагу, или се реакција изводи у анхидрованим условима, неопходно је користити капалицу по Грињару, која поседује бочну цев за изједначавање притисака. На крају треба поменути и левкове за додавање чврстих супстанци, код којих се уместо славине налази тзв. пужасти наставак. Његовим окретањем постиже се постепено додавање чврстог реактанта у реакциону смесу.
- Капалица по Грињару и обична капалица.
- Уобичајен начин употребе капалице у реакцији, заједно са термометром.
- Обична капалица.
- Бром (браонкаста супстанца) цури из капалице.
- Капалица за изједначавање притисака.
- Различите врсте капалица.